# Producto interno bruto
| > 20 billones 10–20 billones 5–10 billones 1–5 billones | 750 mil millones – $1 billón 500–750 mil millones 250–500 mil millones 100–250 mil millones | 50–100 mil millones 25–50 mil millones 5–25 mil millones < 5 mil millones |

Países por PIB Nominal en 2024 en dólares de EE.UU. ($)

El producto interior bruto o producto interno bruto (PIB), también conocido como producto bruto interno/interior (PBI) en algunos países de Hispanoamérica, es una magnitud macroeconómica que expresa el  valor monetario de la producción de bienes y servicios de demanda final de un país o región durante un período determinado, normalmente de un año o un trimestre.
La Organización para la Cooperación y el Desarrollo Económicos (OCDE) define el PIB como: "una medida agregada de producción igual a la suma de los valores brutos agregados de todas las unidades residentes e institucionales dedicadas a la producción y los servicios (más impuestos y menos subsidios, sobre productos no incluidos en el valor de sus productos)". Una publicación del FMI establece que «el PIB mide el valor monetario de los bienes y servicios finales, que son comprados por el usuario final, producidos en un país en un período de tiempo determinado (por ejemplo, un trimestre o un año)».
El PIB es usado como objeto de estudio de la macroeconomía. Su cálculo se encuadra dentro de la contabilidad nacional. Para su estimación, se emplean varios enfoques complementarios. Tras el pertinente ajuste de los resultados obtenidos, en forma parcial, resulta incluida en su cálculo la economía sumergida.
No obstante, existen limitaciones a su uso, además de los mencionados ajustes necesarios para la economía sumergida, el impacto social o ecológico de diversas actividades puede ser importante para lo que se esté estudiando, y puede no estar recogido en el PIB. Existen diversas medidas alternativas al PIB que pueden ser útiles para determinadas comparaciones.

## Características

### Variables flujo, variables fondo y PIB
El PIB es una magnitud denominada "flujo" que contabiliza solamente los bienes producidos o servicios prestados durante la etapa de estudio. 
El significado de flujo o corriente se contrapone al de fondo o inventario. El primero se refiere a un periodo (día, semana, mes, año, etc.), que, además, debe expresarse de forma clara, si bien en muchos casos ante su difusión y empleo generalizado, dicho periodo puede sobreentenderse. Así, por ejemplo, los ingresos de una persona son una corriente o flujo ya que hay que explicar el periodo en el que se han obtenido. Por tanto las corrientes o flujos tienen una clara dimensión temporal. En el lado opuesto, están los fondos o stocks que carecen de ella, aunque exista una referencia a un punto del tiempo. El patrimonio de una persona sería un ejemplo de variable fondo.

### Producción final
El PIB mide únicamente la producción final y no la denominada producción intermedia, para evitar así la doble contabilización. Al hacer referencia a bienes y servicios finales, quiere decir que no han de ser tomados en cuenta aquellos bienes elaborados en el periodo para su utilización como materia prima para la fabricación de otros bienes y servicios. Por lo tanto, dentro de bienes y servicios finales se incluyen aquellos producidos en el periodo que, por su propia naturaleza, no se van a integrar en ningún otro proceso de producción, así como aquellos otros bienes que no han llegado a integrarse en el proceso productivo a final del ejercicio aunque estaban destinados a ello.

### Valoración: PIB nominal y PIB real
- PIB nominal: es el valor monetario de todos los bienes y servicios que produce un país o economía a precios corrientes en el año en que los bienes son producidos. Al estudiar la evolución del PIB a lo largo del tiempo, en situaciones de inflación alta, un aumento sustancial de precios —incluso cuando la producción permanezca constante—, puede dar como resultado un aumento sustancial del PIB nominal, motivado exclusivamente por el aumento de los precios.
- PIB real: se define como el valor monetario de todos los bienes y servicios producidos por un país o una economía valorados a precios constantes, es decir, según los precios del año que se toma como base o en las comparaciones. Este cálculo se lleva a cabo mediante el deflactor del PIB, según el índice de inflación (o bien computando el valor de los bienes con independencia del año de producción mediante los precios de un cierto año de referencia).

## Macromagnitudes
Las macromagnitudes se utilizan para medir las operaciones y flujos que tienen lugar en la economía de un país o una región determinada, lo que permite tener una visión de conjunto de la economía de ese país. El PIB constituye la magnitud económica de la que parten todas las demás.
Existen otros tipos de macromagnitudes que se obtienen a partir del PIB como el producto nacional bruto, que difiere del PIB en que solo considera la cantidad de flujo de bienes y servicios producidos por ciudadanos de un país, mientras que el PIB no tiene en consideración el criterio de nacionalidad o la Renta nacional que mide la remuneración de los factores productivos de un país.

## Criterios de valoración del PIB
El cálculo de valor monetario de los bienes producidos, incluidos en el PIB, puede realizarse mediante dos formas diferentes: 
- según el costo de los factores (no incluyen impuestos indirectos).
- según los precios de mercado (incluyen impuestos indirectos).

La valoración a precios de mercado se realiza incluyendo los impuestos indirectos y las subvenciones a la explotación, mientras que la valoración a coste de los factores no incluyen estas cantidades. La relación entre ambos se obtiene restando al PIB valorado a precio de mercado, los impuestos indirectos ligados a la producción (Ti) y sumándole las subvenciones a la explotación (Su) y así se obtiene la valoración a coste de los factores. 

{\displaystyle {\text{PIB}}_{cf}={\text{PIB}}_{pm}-T_{i}+S_{u}\,}

## Las primeras formulaciones del PIB
Simon Kuznets (1901-1985), creador del sistema estadounidense unificado de contabilidad nacional, había trabajado en la relación entre crecimiento económico y distribución de ingreso, fue el inventor del PIB (Producto interno bruto). Sin embargo, el mismo Kuznets fue siempre muy crítico con la pretensión de medir el bienestar exclusivamente sobre la base del ingreso per cápita derivado del PIB. En un discurso ante el congreso estadounidense en 1934 advertía que:

Es muy difícil deducir el bienestar de una nación a partir de su renta nacional (per cápita).
Simon Kuznets, 1934

Sin embargo, sus advertencias fueron ignoradas y tanto economistas como políticos siguieron equiparando prosperidad y crecimiento del PIB per cápita. Así años más tarde en su declaración ante el congreso amplió sus críticas cuando declaró:

Hay que tener en cuenta las diferencias entre cantidad y calidad del crecimiento, entre sus costes y sus beneficios y entre el plazo corto y el largo. […] Los objetivos de "más" crecimiento deberían especificar de qué y para qué.
Simon Kuznets, 1962

Kuznets y sus aportaciones en macroeconomía lo llevaron a ganar el Premio en Ciencias Económicas en memoria de Alfred Nobel, en 1971, por sus labores en el estudio del crecimiento económico. Murió en 1985.

## Definición y formulaciones
Se conoce como «producto interno bruto» a la suma de todos los bienes y servicios finales que produce un país o una economía, elaborados dentro del territorio nacional tanto por empresas nacionales como extranjeras, y que se registran en un periodo determinado (generalmente un año).

### Determinación del PIB
El PIB puede calcularse a través de tres procedimientos:
- Enfoque basado en gastos.
- Enfoque basado en ingresos o de la distribución.
- Enfoque de la oferta o del valor agregado.

#### Enfoque basado en gastos
En el enfoque basado en gastos, el PIB se mide sumando todas las demandas finales de bienes y servicios en un período dado.
En este caso se está cuantificando el destino de la producción. Existen cuatro grandes áreas de gasto: el consumo de las familias (C), el consumo del gobierno (G), la inversión en nuevo capital (I) y los resultados netos del comercio exterior (exportaciones-importaciones). Obsérvese que las exportaciones netas son iguales a las exportaciones (X) menos las importaciones (M).
Desde el punto de vista del gasto o demanda, el PIB resulta ser la suma de los siguientes términos:

{\displaystyle {\text{PIB}}_{pm}=C+G+I+(X-M)\,}

Donde PIBpm es el producto interno bruto valorado a precios de mercado, C es valor total del consumo final nacional,G es el consumo de la administración pública, I es la formación bruta de capital también llamada inversión. X es el volumen monetario de las exportaciones y M el volumen de importaciones. Si se tiene en cuenta la existencia del sector público se distingue entre consumo e inversión privadas y gasto público en adquisición de bienes y servicios: G, entonces modificamos la fórmula:

{\displaystyle {\text{PIB}}_{pm}=C_{pr}+I_{pr}+G+(X-M)\,}

#### Enfoque basado en ingresos o de la distribución
Este enfoque suma los ingresos de todos los factores que contribuyen al proceso productivo, como por ejemplo, sueldos y salarios, comisiones, alquileres, derechos de autor, honorarios, intereses, utilidades, etc. El PIB es el resultado del cálculo por medio del pago a los factores de la producción. Todo ello, antes de deducir impuesto

{\displaystyle {\text{PIB}}=R_{L}+R_{K}+R_{r}+B+A+(I_{i}-S_{b})\,}

Donde RL representa los salarios procedentes del trabajo, RK las rentas procedentes del capital o la tierra, Rr los intereses financieros, B los beneficios, A las amortizaciones, Ii los impuestos indirectos, Sb los subsidios

#### Enfoque de la oferta o del valor agregado
En términos generales, el valor agregado o valor añadido, es el valor de mercado del producto en cada etapa de su producción, menos el valor de mercado de los insumos utilizados para obtener dicho producto. Según este enfoque, la suma del valor añadido en cada etapa de producción, llamada valor agregado bruto, es igual al gasto en el bien final del proceso de producción.
Un ejemplo puede ayudar a ilustrar este enfoque. Tomemos el caso del PIB producido en el sector petrolero. Supongamos que una compañía produce petróleo crudo que vende a una refinería, que a su vez produce gasolina. El petróleo crudo se vende por 20$ por barril a la refinería, y esta vende el producto terminado en 24 $ por barril. Para calcular el valor agregado producido en cada etapa del proceso de producción, se distinguirá:
- el valor agregado en la etapa de la refinería no son los 24 $ por barril sino solamente 4 $, ya que la refinería compra el barril de petróleo en 20 $ y elabora un producto que vale 24 $ por barril. El valor agregado del sector petrolero como un conjunto es de 24 $ por barril, la suma del valor del petróleo crudo (20 $ por barril) más el valor añadido en la etapa de refinación (4 $ por barril). Es importante notar, que el valor añadido, en este caso de 4 $, se calcula a partir del valor del producto refinado (que sería más de 4 $) menos el total de costos de producción (conocido como consumo intermedio).

### Tasa de variación del PIB
La tasa de variación del producto interno bruto es el incremento o disminución que experimenta este en un periodo de tiempo determinado, normalmente un año. Se utiliza para medir el crecimiento económico de un país. Es el cociente entre el PIB del año n y el PIB del año (n-1) expresado en porcentaje. La tasa de variación en año n (%) tn viene dada por:

{\displaystyle t_{n}={\frac {{\text{PIB}}_{n}-{\text{PIB}}_{n-1}}{{\text{PIB}}_{n-1}}}\times 100}

Donde el PIB usado es usualmente el PIB real ya que así se puede medir el crecimiento real de la economía dejando a un lado los efectos inflacionistas o deflacionistas.

### PIB per cápita
El PIB per cápita (también llamado renta per cápita, ingreso per cápita o PIB por habitante) es una magnitud que trata de medir la riqueza material disponible. Se calcula simplemente como el PIB total dividido entre el número de habitantes (N):

{\displaystyle {\text{PIB}}_{pc}={\frac {\text{PIB}}{N}}}

## Producto interno bruto y Producto nacional bruto
La diferencia entre el producto interno bruto (PIB) y el producto nacional bruto (PNB) procede de la medición de la producción que hacen ambas magnitudes, mientras que el PIB cuantifica la producción total llevada a cabo en un país, independiente de la residencia del factor productivo que la genera; en el PNB, por el contrario, solo se incluyen los productos o servicios obtenidos por factores productivos residentes en el país de medición. A título de ejemplo si un actor, residente en México, se desplaza hasta Estados Unidos para hacer una película en este país, este servicio se incluirá en el PIB de Estados Unidos y no en el de México. Por el contrario se incluirá en el PNB de México, su país de residencia, pero no en el de Estados Unidos.

## Ahorro, inversión y balanza comercial
El ahorro, la inversión y la balanza comercial son tres magnitudes flujo que satisfacen una identidad muy simple:

(EF){\displaystyle {\mbox{Ahorro}}-{\mbox{Inversión}}={\mbox{Exportaciones}}-{\mbox{Importaciones}}\,}

Esta sencilla identidad puede deducirse a partir del concepto de renta nacional o cantidad de bienes y servicios disponibles en una economía nacional:

(*){\displaystyle Y={\text{PIB}}+M=C+I+X\,}

Donde:
{\displaystyle C\,} es el consumo total incluyendo el consumo privado y el consumo público.
{\displaystyle I\,} es la inversión pública y privada.
{\displaystyle X\,} es el valor de todas las exportaciones.
{\displaystyle M\,} es el valor de todas las importaciones.
El primer término representa el origen de los dos componentes de la renta nacional: los bienes producidos por el propio país (PIB) y los bienes producidos fuera del país o importaciones (M). El segundo término representa los tres posibles usos de dichos bienes: ser consumidos, ser invertidos o ser exportados fuera del país. En una economía cerrada el ahorro iguala a la inversión, es decir, el ahorro destinado a la adquisición de bienes de capital se convierte en inversión. Sin embargo, en una economía nacional abierta que exporta e importa bienes del extranjero la inversión y el ahorro en general no serán exactamente iguales, esto puede verse reescribiendo la (*) como:

{\displaystyle ({\text{PIB}}-C)-I=X-M\,}

Y definiendo el ahorro más específicamente como la diferencia entre el PIB y el consumo entonces se tiene que la última ecuación es precisamente la ecuación (EF). Dicha ecuación predice que en un país el ahorro únicamente puede superar a la inversión si las exportaciones superan en valor a las importaciones.

## Limitaciones del uso del PIB
El PIB es usado frecuentemente como una medida del bienestar material de una sociedad. Eso motiva que políticamente se usen las cifras de crecimiento económico del PIB como un indicador de que las políticas económicas aplicadas son positivas. Sin embargo tanto Simon Kuznets, uno de los creadores de la contabilidad nacional que dio lugar al uso del PIB como indicador económico, como numerosos autores posteriores, han criticado el uso del PIB como sinónimo de bienestar social.
Ciertamente existen algunas correlaciones positivas entre PIB y medidas claramente relacionadas con el bienestar social, especialmente en países de bienestar o el desarrollo de un país:
- El PIB no tiene en cuenta la auto-producción (o auto-consumo), es decir las riquezas producidas y consumidas en el propio interior de los hogares, dado que no pasa por el mercado: por ejemplo las verduras de nuestra huerta o las actividades domésticas. Hacia 1975, se estimó, para Estados Unidos, que las horas del trabajo no remunerado habían supuesto (al precio del salario mínimo) el 25 % del PIB.
- La economía sumergida se suele estimar y añadir al PIB. Eso hace más inexacta su valoración, a pesar de la importancia en ciertos países de la economía irregular y la economía informal. Para España, por ejemplo, se estima que la economía informal supone entre el 20 y el 30 % del PIB.
- En el caso de los servicios es muy difícil distinguir entre aumentos de precio por calidad o servicios y aumento de estos por inflación, con lo que son un sector donde es difícil estimar su variación.
- El voluntariado, que es un servicio sin retribución económica, se suele estimar el valor añadido principalmente a partir de los costes de personal, los cuales son por naturaleza insignificantes en las actividades benéficas.
- Por definición, no tiene en cuenta el valor económico de los activos y pasivos públicos y privados: por lo tanto no mide las externalidades positivas o negativas que influyen en el valor económico. Por ejemplo, no tiene en cuenta los recursos naturales o mineros del país. En el caso de una “producción de contaminación” y posterior descontaminación mediante otro proceso, se contabilizan 2 procesos económicos diferentes, para un resultado global nulo.
- En el caso de una catástrofe natural (huracán, terremoto, tsunami…) el PIB solo contabiliza la destrucción de los activos (casas, carreteras…) de forma indirecta, mediante el impacto que tienen en la producción, pero sin tener en cuenta la destrucción neta de activos. Sin embargo, el PIB sí tiene en cuenta las reconstrucciones tras la catástrofe (a menudo financiadas por ayudas).
- Asimismo, es muy delicado evaluar la contribución real de la Administración pública a la riqueza económica. Normalmente se suele integrar sus costes en los del PIB, en ausencia de facturación.
- El PIB no es un indicador de calidad de vida o bienestar, tan solo material.
- Solamente utiliza variables contables que puedan expresarse directamente en términos monetarios y, por tanto, prescinde de aspectos como los costes ecológicos o los costes sociales: el impacto ecológico de la producción, las desigualdades en la distribución de la riqueza, las desigualdades de género, etc.

Por todas estas consideraciones, se suele interpretar el PIB según su evolución: es decir, si es ascendente durante un período, la economía estará creciendo, si descendiera, estaría en recesión. La comparación entre años permite reducir los errores, pues lo que no se tuvo en cuenta un año (como el trabajo en negro), tampoco se tiene al siguiente.
Al respecto la opinión del profesor Joseph Stiglitz (Premio en Ciencias Económicas en memoria de Alfred Nobel) sobre el PIB:

…solo compensa a los gobiernos que aumentan la producción material. […]. No mide adecuadamente los cambios que afectan al bienestar, ni permite comparar correctamente el bienestar de diferentes países'[…] no toma en cuenta la degradación del medio ambiente ni la desaparición de los recursos naturales a la hora de cuantificar el crecimiento. […] esto es particularmente verdadero en Estados Unidos, donde el PIB ha aumentado más, pero en realidad gran número de personas no tienen la impresión de vivir mejor porque sufren la caída de sus ingreso.

Debido a estas críticas se han propuesto medidas relacionadas con el PIB, que contabilicen las externalidades negativas y el efecto de la actividad económica sobre el medio ambiente, para tener una medida más inclusiva y más directamente relacionada con el bienestar social, como por ejemplo el Índice de Bienestar Económico Sostenible (IBES).

## Otros indicadores

### PIB verde
Algunos economistas se refieren a este PIB verde como a una modificación del PIB convencional, restándole el valor (si es a la baja) de los recursos naturales deteriorados. Este método de contabilidad pretende un mayor realismo en saber si una actividad económica aumenta o reduce la riqueza nacional. En 2004, Wen Jiabao anunció que un PIB verde (green GDP) reemplazaría el PIB convencional en las decisiones del Partido Comunista de China. Finalmente, esta decisión fue abandonada ya que las disminuciones de PIB tras la corrección eran tan grandes que resultó políticamente inaceptable.
Además, cuantificar la contaminación, los residuos, la deforestación o desertificación, entre otros fenómenos es muy complejo.

### Índice de desarrollo humano (IDH)
Este índice es una combinación de las estadísticas de:
- Esperanza de vida.
- Educación: tasa de alfabetización de adultos y la tasa bruta combinada de matriculación en educación primaria, secundaria y superior.
- PIB per cápita.

### Índice de desarrollo humano ajustado por desigualdad (IDHD)
Este índice es una combinación estadística de ingreso medido por PNB, educación y salud ajustados por desigualdad dando un índice más realista del desarrollo humano en cada país.

### Índice del planeta feliz
El índice del planeta feliz es un índice alternativo de desarrollo, bienestar humano y ambiental. El índice está diseñado para medir el desarrollo de los países con base en la expectativa de vida, la percepción subjetiva de felicidad y la huella ecológica.

### Huella ecológica e hídrica
La huella ecológica y la huella hídrica son indicadores no tanto de desarrollo social sino de sostenibilidad de dicho desarrollo social. Dicho de otra manera, si uno de los indicadores de tipo "huella" tiene valores altos, se considera que a largo plazo indicadores sociales como el IDH o el PIB pueden verse afectados negativamente, al condicionar formas de actividad económica nocivas que acabarán teniendo externalidades negativas considerables.

## Críticas al PIB
Las propuestas de inclusión o exclusión de apartados económicos o socioeconómicos suponen una crítica a la tradicional construcción de las variables del PIB. 
Para la economista Mariana Mazzucato en los Sistemas de contabilidad nacional (SCN) contemporáneos subyace la teoría del valor marginalista que conlleva una atribución indiscriminada de la productividad a cualquiera que se haga con unos grandes ingresos, en tanto que subestima la productividad de los menos afortunados. Al hacerlo, justifica desigualdades excesivas en ingresos y riqueza y convierte la extracción de valor en creación de valor. Para Mazzucato la confusión entre precio y valor lleva a considerar que cualquier actividad que pueda intercambiarse por un precio que considera que aporta valor al PIB y son los constables del SCN quienes determinan ideológicamente -combinan la utilidad marginal con la estadística posible y el 'sentido común'- que es el PIB.